# Terebra taurina
Terebra taurina (denominada, em inglês, flame auger) é uma espécie de molusco gastrópode marinho pertencente à família Terebridae. Foi classificada por John Lightfoot, em 1786, como Buccinum taurinum; de tipo nomenclatural coletado em Lake Worth, na Flórida, Estados Unidos. A maioria das espécies do gênero Terebra que possuem mais de 10 centímetros de comprimento está distribuída pelo Indo-Pacífico, com esta espécie sendo uma exceção no oeste do Atlântico tropical.

## Descrição da concha e hábitos
Concha opaca, em forma de torre alta, de coloração creme com manchas marrom-avermelhadas axiais; com pouco mais de 15 centímetros de comprimento, até 19 centímetros, quando desenvolvida; com suas primeiras voltas axialmente estriadas e abertura com lábio externo subquadrado.
É encontrada em águas rasas dos bentos até os 80 metros (RIOS, op. cit., cita de 10 a 66 metros), em habitats arenoso-lamacentos, fazendo uma trilha sinuosa. Os animais da família Terebridae são predadores.

## Distribuição geográfica
Terebra taurina ocorre nas costas do oceano Atlântico, dos Estados Unidos, na Flórida e Texas (Terebra texana Dall, 1898 é uma sinonímia) à região sul do Brasil, passando pelo golfo do México e mar do Caribe, do leste da Colômbia e Venezuela até costa norte, nordeste e sudeste do Brasil. Esta espécie pode ser encontrada nos sambaquis brasileiros, tendo sido encontrada em quatro sítios arqueológicos.

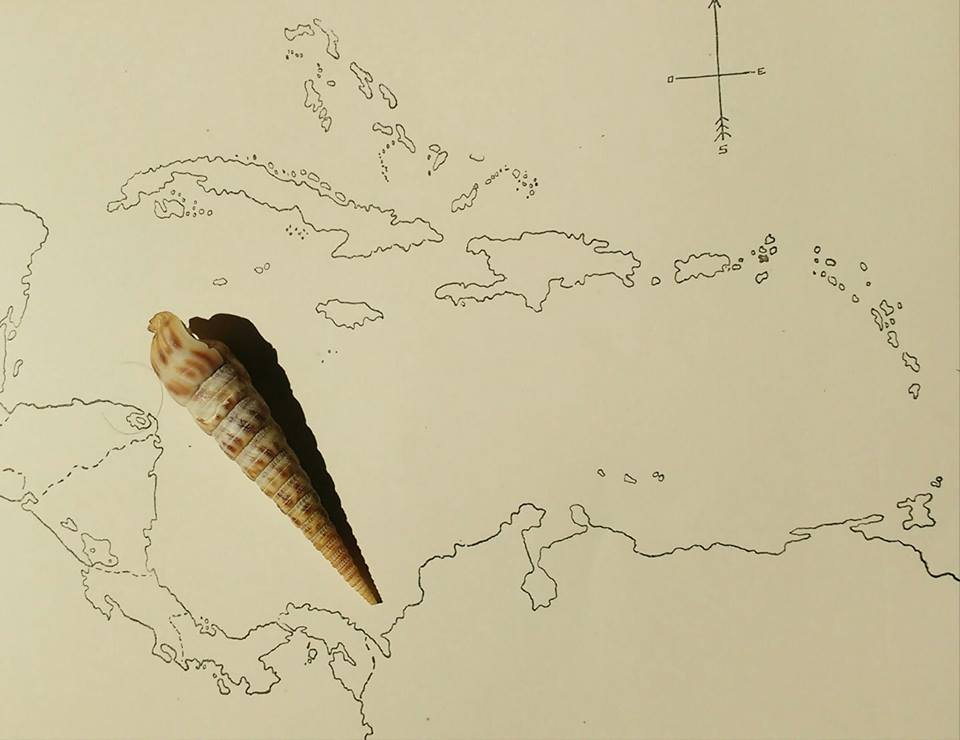
Concha de um molusco da espécie T. taurina sobre o mapa do mar do Caribe.